# 梅森縣 (伊利諾伊州)
梅森縣（英語：Mason County）是美國伊利諾伊州中西部的一個縣，西臨伊利諾伊河，桑加蒙河在南界與前者匯合。面積1,459平方公里。根據美國2000年人口普查，共有人口16,038人。縣治哈瓦那（Havana）。
成立於1840年1月20日。縣名紀念紀念《維吉尼亞州憲法》的作者、代表維吉尼亞州參加制憲會議的喬治·梅森（George Mason）命名。